# Arokia Rajiv
Arokia Rajiv (ur. 22 maja 1991) – indyjski lekkoatleta specjalizujący się w biegach sprinterskich.
Brązowy medalista biegu na 400 metrów podczas igrzysk azjatyckich w Incheon (2014). W 2015 zdobył srebro na światowych wojskowych igrzyskach sportowych w Mungyeong. Dwa lata później wywalczył złoto i srebro podczas mistrzostw Azji odpowiednio w biegach: rozstawnym 4 × 400 metrów oraz 400 metrów.
Złoty medalista mistrzostw Indii.
Rekordy życiowe: bieg na 400 metrów – 45,47 (29 kwietnia 2016, Nowe Delhi) rekord Indii.
W roku 2017 został laureatem nagrody Arjuna Award.

## Osiągnięcia
| Rok  | Impreza                             | Miejsce        | Konkurencja                      | Pozycja    | Wynik   |
| ---- | ----------------------------------- | -------------- | -------------------------------- | ---------- | ------- |
| 2013 | Mistrzostwa Azji                    | Pune           | bieg na 400 metrów               | 6. miejsce | 46,63   |
| 2013 | Mistrzostwa Azji                    | Pune           | sztafeta 4 × 400 metrów          | 4. miejsce | 3:06,01 |
| 2014 | Igrzyska azjatyckie                 | Incheon        | bieg na 400 metrów               | 3. miejsce | 45,92   |
| 2014 | Igrzyska azjatyckie                 | Incheon        | sztafeta 4 × 400 metrów          | 4. miejsce | 3:04,61 |
| 2015 | Mistrzostwa Azji                    | Wuhan          | bieg na 400 metrów               | 7. miejsce | 46,65   |
| 2015 | Mistrzostwa Azji                    | Wuhan          | sztafeta 4 × 100 metrów          | 6. miejsce | 39,67   |
| 2015 | Mistrzostwa Azji                    | Wuhan          | sztafeta 4 × 400 metrów          | 4. miejsce | 3:05,14 |
| 2015 | Światowe wojskowe igrzyska sportowe | Mungyeong      | bieg na 400 metrów               | 2. miejsce | 45,57   |
| 2015 | Światowe wojskowe igrzyska sportowe | Mungyeong      | sztafeta 4 × 400 metrów          | 5. miejsce | 3:05,34 |
| 2016 | Igrzyska olimpijskie                | Rio de Janeiro | sztafeta 4 × 400 metrów          | eliminacje | DQ      |
| 2017 | Mistrzostwa Azji                    | Bhubaneswar    | bieg na 400 metrów               | 2. miejsce | 46,14   |
| 2017 | Mistrzostwa Azji                    | Bhubaneswar    | sztafeta 4 × 400 metrów          | 1. miejsce | 3:02,92 |
| 2017 | Mistrzostwa świata                  | Londyn         | sztafeta 4 × 400 metrów          | eliminacje | 3:02,80 |
| 2021 | Igrzyska olimpijskie                | Tokio          | sztafeta mieszana 4 × 400 metrów | eliminacje | 3:19,93 |